# دونگا بوکوویتسا
دونگا بوکوویتسا (به لاتین: Donja Bukovica) یک منطقهٔ مسکونی در بوسنی و هرزگوین است که در ماگلای واقع شده‌است.